# Vite nascoste (film 2000)
Vite nascoste (Forever Lulu) è un film del 2000 diretto da John Kaye.

## Trama
Lulu è una donna prossima ai quaranta, sconvolta da un passato drammatico che continua a ripercuotersi sul suo presente con una seria patologia di squilibrio mentale che l'ha costretta a condurre una vita isolata e triste. La donna non ha mai dimenticato il suo primo amore, Ben Clifton, ora affermato autore di sceneggiature televisive a Los Angeles felicemente sposato con Claire, una psichiatra.
La vita tranquilla e agiata di Ben viene sconvolta dalla telefonata di Lulu che lo implora di raggiungerla presto, in quanto ha scoperto qualcosa che potrebbe scioccarlo. L'amore fra Ben e Lulu era finito quindici anni prima, periodo in cui avevano concepito un figlio di cui Ben aveva ignorato l'esistenza sino a quel momento. Il neonato era stato affidato a un'altra famiglia in quanto, a causa delle fragili condizioni psichiche di Lulu, sarebbe stato rischioso farlo crescere con la madre.
È a partire da quella telefonata che Lulu e Ben si ritrovano dopo molti anni e intraprendono insieme un lungo viaggio verso il Wisconsin alla ricerca del figlio Martin, ormai quindicenne. Il tragitto permetterà ai due di parlarsi e ritrovarsi come se non si fossero mai lasciati, aprendosi ciascuno sui propri problemi, le proprie insoddisfazioni e sulle vite condotte in quegli anni di separazione. Ben scopre che Lulu non è cambiata molto; continua ad essere una donna eccentrica e spiritosa, molto spesso infantile con il suo fare da teenager. L'uomo nasconde, invece, un dolore profondo causato dalla morte del figlioletto Andrew di appena cinque anni a causa della leucemia.
Nel frattempo Claire non si spiega dove possa essere il marito e non accetta di buon grado la sua improvvisa partenza con una donna così importante nel suo passato; si sente umiliata e, senza preavviso, parte per cercarlo usando l'unico riferimento datole telefonicamente da Ben (il nome di un albergo) con l'intento di tendergli un'imboscata. In volo, Claire si ritrova a raccontare le sue pene ad un perfetto sconosciuto col quale finisce per andare a letto convinta che Ben la stia sicuramente tradendo con Lulu. L'uomo non intende andare a letto con Lulu, ma questo Claire lo scoprirà troppo tardi con grande rimorso.
La famiglia adottiva di Martin, avvertita con imbarazzante poco preavviso dell'imminente arrivo dei due genitori biologici, acconsente nonostante tutto a far sì che l'incontro dei due con il ragazzo abbia luogo. Nel frattempo Claire ha raggiunto i due in hotel, e dopo forti liti li accompagna, l'indomani, al tanto atteso incontro. Martin è un ragazzo molto studioso e legato alla propria famiglia, e non accetta di buon grado la comparsa di queste due figure nella propria vita; dimostra infatti un carattere ostile e duro con la povera Lulu che culmina in una discussione molto accesa mentre l'intera famiglia è riunita a tavola. Lulu scappa via, addolorata per il fatto che il figlio le abbia dato della pazza psicolabile davanti a tutti e corre a rifugiarsi al cinema, ove si sta proiettando il suo film preferito. Martin capisce, allora, di aver esagerato e si unisce a Ben e Claire per andare a cercare Lulu.
Dopo i dovuti chiarimenti, il ragazzo comprende il valore di Lulu come donna e quanta sofferenza abbia causato in lei la scelta di doverlo dare in adozione. Al termine di questa esperienza Lulu decide di tornare a casa rinunciando a Ben, sebbene i due confessino di amarsi per tutta la vita. Ben ritorna con Claire e, contento di aver conosciuto suo figlio, scrive un libro sul suo lungo viaggio con Lulu, dedicandole la prima copia del romanzo con una dedica che recita: " A Lulu, che mi ha fatto viaggiare di nuovo con la cappotta abbassata".